# Бухарський рубль
Бухарський рубль — грошова одиниця Бухарської Радянської Республіки у 1920–1923 роках.
Бухарський Емірат в 1918–1919 роках випустив в обіг банкноти на товстому пергаментному папері номіналом у 50, 100, 200, 1000, 5000, 10 000 і 20 000 таньга.
Бухарська Радянська Республіка справила три випуски своїх банкнот:
- 1 випуск 1918–1919 років на товстому пергаментному папері номіналом в 100, 200, 300, 500, 1000, 2000, 5000, 10 000 і 20 000 таньга;
- 2 випуск 1920–1921 років на тонкому пергаментному папері номіналом у 50, 100, 250, 1000, 3000, 5000, 10 000 і 20 000 рублів (в гербі два перехресних лопати);
- 3 випуск 1922 року на щільному звичайному кольоровому папері номіналом в 1, 5, 10, 25, 50, 100, 250, 1000, 2500, 5000, 10 000 і 20 000 рублів (радянський герб — квітка бавовни і серп, півмісяць із зіркою).